# Geoffrey Hodgson
Geoffrey Martin Hodgson (* 28. července 1946, Watford) je profesorem ekonomie a managementu v londýnském kampusu Loughborough University a zároveň šéfredaktorem časopisu Journal of Institutional Economics.
Hodgson je považován za jednu z předních osobností moderního kritického institucionalizmu, který realizuje kritického ducha a intelektuální tradici zakladatelů institucionální ekonomie, zejména Thorsteina Veblena. Jeho široké výzkumné zájmy sahají od evoluční ekonomie a historie ekonomického myšlení k marxismu a teoretické biologii. Nejprve se stal známým svou knihou Ekonomie a instituce: Manifest pro moderní institucionální ekonomii (1988), která kritizuje moderní „mainstreamovou“ ekonomiku a vyzývá k revizi ekonomické teorie na nových základech institucionalizmu. Jeho reputace se zvýšila díky trilogii novějších knih - Economics and Utopia (1999), How Economics Economics Forgot History (2001) a Evolution of Institutional Economics (2004), které všechny zahrnovaly Hodgsonovy argumenty do zaoblené a silnější kritiky hlavní ekonomické teorie.
V roce 1988 byl Hodgson zapojen do založení Evropské asociace pro evoluční politickou ekonomiku (EAEPE). Do roku 1998 byl jejím generálním tajemníkem. V roce 2000 Hodgson spoluzakládal The Other Canon, centrum a síť pro výzkum heterodoxní ekonomiky, s hlavním zakladatelem a výkonným předsedou Erikem Reinertem a dalšími. V roce 2013 spoluzakládal Hodgson spoluzakladatelku Světové interdisciplinární sítě pro institucionální výzkum (WINIR). Ve své knize Konceptualizace kapitalismu z roku 2015 a článku nazvaném „Právní institucionismus“ načrtl svůj vlastní výzkumný program právního institucionalizmu.

## Instituce podle Hodgsona
Podle Hodgsona jsou instituce věcí společenského života. Definuje je v článku z roku 2006 a uvádí, že instituce jsou „systémy zavedených a převládajících sociálních pravidel, která strukturují sociální interakce“. Příkladem institucí mohou být jazyk, peníze, právo, systémy vah a míry, způsoby jednání a organizace (například firmy). Úmluvy, které mohou být zahrnuty do zákona, lze také považovat za instituce.
Hodgson považuje za důležité o institucích způsob, jakým strukturují společenský život a formují naše vnímání a preference. Vytvářejí také stabilní očekávání. Tvrdí, že: „Obecně instituce umožňují uspořádané myšlení, očekávání a jednání tím, že lidským činnostem ukládají formu a důslednost.“ V důsledku toho instituce umožňují i omezují činnost.
Hodgson považuje instituce za systémy pravidel. Široce chápané pravidlo je „společensky přenášený a obvyklý normativní příkaz nebo imanentně normativní dispozice, že za okolností X do Y“. To znamená, že k tomu, aby bylo účinné, musí být pravidlo zakotveno v dispozicích nebo návyky. Pouhé vyhlášky nejsou nutně pravidly v tomto smyslu. Návyky a zvyky pomáhají dát normativnímu statusu právní pravidlo, které může pomoci novému zákonu, aby se stal účinným. V procesu sociální interakce se normy neustále mění.

## Old Institutional Economics podle Hodgsona
Existuje samozřejmě jemné míchání některých starých amerických institucionistů s post keynesiánskou ekonomikou; opravdu, velký ekonom John Kenneth Galbraith mohl být skutečně chápán jako post keynesiánský a institucionální.
Hodgson (2000) popisuje podstatu staré institucionistické ekonomie, která je velmi zajímavá.
Člověk musí pečlivě odlišit novou institucionální ekonomii (řekněme Ronalda Coase a Douglassa Northa) od staro-americké institucionální tradice, protože nový institucionismus je skutečně jen variantou moderní neoklasické teorie.
Německá historická škola měla určitý vliv na rané americké institucionisty jako Richard Ely a Edwin Seligman, kteří oba studovali v Německu v 70. a 80. letech 20. století, a starý institucionismus měl hlavní roli v krajině akademická ekonomie ve Spojených státech od konce 19. století do 40. let 20. století.
Je důležité poznamenat, že samotný starý institucionismus se časem vyvíjel a mezi mnoha institucionistickými ekonomy existovaly historicky odlišné politické a politické názory, od konzervativního, centristického, liberálního až dokonce socialistického. Někteří starší institucionisté, jako jsou Commons, Mitchell, J. M. Clark, Paul Douglas a Arthur F. Burns, dokonce považovali svou disciplínu za slučitelnou s neoklasickou teorií nebo ji doplňovali.
Přesto se starý americký institucionalizmus odlišil od neoklasické ekonomie.
Hodgson uvádí některé základní myšlenky staré institucionální ekonomiky takto:
1. Ekonomie se musí opírat o další obory, jako je psychologie, historie, sociologie a antropologie, aby mohla studovat jak lidské chování, tak sociální struktury (jako jsou instituce) relevantní v hospodářském životě;
2. Na instituce musí být nahlíženo jako na klíčové prvky každé ekonomiky a ekonom musí analyzovat instituce;
3. Každá ekonomika je vyvíjející se systém, který je otevřený a má velmi složité vztahy mezi jejími prvky, jako jsou lidé, společenský život, kultura, technologie, zdroje a politika.
4. Neoklasická myšlenka založit ekonomii na individuálním agentu maximalizujícím užitek je mylná. Jednotlivci a jejich jednání mohou být formováni sociálními a kulturními faktory a institucemi. „Příčinná souvislost“ ze sociálního světa a institucí může výrazně změnit a formovat lidské chování.[11]

Hodgson správně vidí výše uvedený bod (4) jako to, co odlišuje starý institucionismus od tradiční neoklasické ekonomiky. Hodgson dělá zajímavé a důkladné pozorování neoklasické ekonomiky: „Skutečně připouští příliš mnoho neoklasické teorii, že má dostatečný teoretický základ, na kterém může stavět jakoukoli pro (nebo anti) tržní politiku. Neoklasická teorie není v zásadě ani pro-market, ani anti-market, protože nemá vůbec adekvátní teorii trhů. Místo toho, aby se spojovala s trhy, by bylo přesnější říci, že neoklasická teorie byla slepá vůči reálným trhům a následně k jejich ctnostem nebo neřestím.“
To, co potřebujeme, není špatná teorie o trzích, ale správná, empiricky podložená a skutečná teorie reálných světových trhů. Z tohoto důvodu je studium sociálního života a institucí prvořadé. Přestože jsou lidé zjevně agenti hospodářského života, jedná se o obousměrný proces: závislost institucí na jednotlivcích, ale také institucionální formování jednotlivců. To znamená, že v ekonomice je třeba porozumět „příčinám nahoru i dolů“.
Jako příklad lze uvést, že jednotliví spotřebitelé jsou konečnou hybnou silou kapitalismu a vkus a preference jednotlivce jsou hlavní hnací silou výroby; Spotřebitelská suverenita je myšlenka, která se obvykle používá k popisu této myšlenky. Moderní podniky a korporace však mohou aktivně utvářet vkus a preference spotřebitelů prostřednictvím multimiliardových dolarových programů reklamy, prodeje a jemných manipulací s osobními názory a touhami (Hodgson 2000: 325, citující práci Johna Kennetha Galbraitha). Tolik moderní reklamy je založeno nejen na klamavé reklamě, ale také na přímých podvodech. Jak to ovlivňuje výrobu a efektivitu, když jsou lidé manipulováni s nákupem věcí, které ve skutečnosti nedělají to, co mají dělat?
Abych to shrnul, Hodgson vidí podstatu starého institucionalizmu jako myšlenku, že „jednotlivec je sociálně a institucionálně ustavený“ a příčinná souvislost dolů je v ekonomickém životě důležitá.
OLD AMERICAN INSTITUTIONALIST SCHOOL
Early American Institutionalists and Associates
- Francis A. Walker and the American Apologists
- Simon Nelson Patten 1852–1922
- Henry Carter Adams, 1851–1921
- Richard T. Ely 1854–1943
- Edwin R.A. Seligman 1861–1939
- William Trufant Foster 1879–1950
- Waddill Catchings 1879–1969
- Adolf A. Berle

Old Institutionalists
- Thorstein Veblen 1857–1929
- John R. Commons 1862–1945
- John Maurice Clark 1884–1963
- Clarence E. Ayres 1890–1972
- Gardiner C. Means 1896–1988
- Arthur R. Burns 1895–1981
- Allan Gruchy
- Allyn A. Young 1876–1929

Business Cycle Institutionalists
- Wesley Clair Mitchell 1874–1948
- Leonard P. Ayres 1891–1972
- Arthur F. Burns
- Frederick C. Mills
- Solomon Fabricant
- Simon Kuznets

Modern Institutionalists
- Robert Heilbroner
- John Kenneth Galbraith
- Malcolm B. Rutherford
- Robert Frank
- John Adams
- Warren J. Samuels
- Mark R. Tool
- Rick Tilman
- Geoffrey Hodgson
- Anne Mayhew

## Methodological Individualism podle Hodgsona
Myšlenka „metodologického individualismu“ se poprvé objevila v díle 1908 Josepha Schumpetera, nejvýrazněji ji použili Hayek a Mises ve 40. letech 20. století k popisu své metodologie pro ekonomii a poté vstoupila do diskurzu o dalších oborech.
Zajímavé je, že Schumpeterova skutečná definice „metodologického individualismu“ se lišila od definice, kterou použili Hayek a Mises, takže Schumpeter by neměl být spojován s moderním „metodologickým individualismem“ po roce 1945, jak je definován jako rakouská metodologie, a skutečně jako údajná univerzální metoda pro všechny sociální vědy. Neoklasická teorie používá atomistickou formu přístupu „metodologického individualismu“ a považuje ekonomiku za agregaci působení jednotlivých a racionálních agentů.
Existuje však zmatek v tom, jak je definován „metodologický individualismus“: zda se používá v (1) ontologickém nebo (2) metodologickém nebo vysvětlujícím smyslu. Ontologicky by „metodologický individualismus“ mohl být výrokem o tom, co ve skutečnosti existuje, ale liší se od metody vysvětlování sociálních jevů (metodologická definice).
V ontologickém smyslu je „metodologický individualismus“ často definován jako myšlenka, že jediná věc, která existuje ve společenském světě, je jedinec a dispozice, víry a zdroje jednotlivce. * Související metodologická myšlenka je, že „chování jakýkoli složitý systém lze zcela pochopit zvážením chování jeho složek a následným sečtením jejich účinků: „celek je součet jeho částí.“ (Keen 2011: 206). Toto je příklad silného redukcionistického omylu, kterého se mohou dopustit jak vědci, tak sociální vědci.
Je však společenský svět složen pouze z (1) jednotlivců nebo (2) „jednotlivců a interaktivních vztahů mezi nimi“? Každý sociální svět musí mít sociální interakce. Je zřejmé, že sociální svět musí zahrnovat složité vztahy interakce mezi jednotlivci: je to nevyhnutelné. Jakákoli základní ekonomická výměna zahrnuje nejen sociální interakce, ale téměř vždy strukturovaný vztah zahrnující věci, jako jsou sociální zvyky, úmluvy, právo a sociální instituce. Pokus definovat „metodologický individualismus“ jako metodu pro vysvětlení „společenských jevů ... výhradně z hlediska jednotlivců“ je nedosažitelný. Když Rakušané jako Hayek přiznají, že složitost sociálních vztahů a interakce s přírodou dělají společnost víc než jen součet jejích částí, neviděli, že celá metoda „metodologického individualismu“ je neudržitelná a neopodstatněná.
A nyní nejdůležitější bod. Co je to se složitými společenskými vztahy, které zneplatňují jak „metodologický individualismus“, tak myšlenku, že makroekonomie musí mít přísné mikrofoundace? Odpověď je „naléhavé vlastnosti“: „Filozofická literatura o vznikajících vlastnostech stanoví, že nové vlastnosti se mohou objevit, když entity interagují, vlastnosti, které nejsou vlastněny entitami izolovanými. Voda má tedy vlastnosti, které nejsou vlastněny vodíkem a kyslíkem. Přiznání „interaktivních vztahů mezi jednotlivci“ při definování metodologického individualismu tedy otevírá dveře vlastnostem, které se objevují, a nikoliv vlastnostem jednotlivců, brané vážně.“
Je zřejmé, že složitý sociální svět pro svou existenci závisí na jednotlivcích a jejich vztazích, ale základní bod uvádí Tony Lawson: „Vrstva reality lze říci, že je naléhavá, nebo že má naléhavé síly, pokud existuje smysl, ve kterém (1) vznikla z nižší vrstvy, která je tvořena principy operativními na nižší úrovni, a (2)) zůstává na své existenci závislá na nižších vrstvách, ale (3) obsahuje vlastní kauzální pravomoci, které jsou neredukovatelné pro ty, kteří pracují na nižší úrovni a (možná) jsou schopni jednat zpět na nižší úrovni. * Takto se organický materiál vynořil z anorganický materiál. A podle koncepce, kterou obhajuji, se sociální sféra vynořuje z lidské (inter-) akce, i když s vlastnostmi nezměnitelnými, avšak zároveň schopnými kauzálně ovlivnit druhé. “ → „příčinná souvislost“
Hodgson vyjadřuje stejnou myšlenku: "Ve stratifikovaných ontologiích v podstatě odděluje jednu vrstvu od druhé existenci naléhavých vlastností na vyšší úrovni." Jednotky existují na vyšších úrovních, které nejsou pouhými epifenomeny jednotek nižší úrovně. Životaschopná a neredukovatelná hierarchická ontologie závisí na představě o vznikajících vlastnostech. ... O majetku lze říci, že se objevilo, pokud jeho existence a povaha závisí na entitách na nižší úrovni, ale vlastnost není ani redukovatelná, ani předvídatelná od vlastností entit nalezených na nižší úrovni.“ Stručně řečeno, „metodologický individualismus“ jako metoda je neudržitelný: je definován nekonzistentními způsoby (tento konflikt) a pokusy vysvětlit celý sociální svět pouze z hlediska jednotlivců nejsou možné. „Široká“ verze metodologického individualismu se jednoduše redukuje na „tvrzení, že vysvětlení sociálních jevů by mělo být z hlediska jednotlivců i sociálních struktur“. Takový přístup si nezaslouží ani označení „metodologický individualismus“, protože zjevně opustil samotnou podstatu takové metody.

## Konceptualizace kapitalismu
Jedná se o alternativní konceptualizaci kapitalismu. Klasické teorie vycházejí z toho, že podstatou kapitalismu je soukromé vlastnictví a volný trh (neo-liberalismu, marxismus).
Kapitalismus je jedinečný systém a je důležité si uvědomit jeho historickou specifičnost. Je to tržní systém, kterému dominují finance. Vytvořila větší nerovnost, ale na druhé straně průměrná životní úroveň mnoha lidí na celém světě dramaticky vzrostla za posledních 300 let, zejména po průmyslové revoluci, asi před 200 lety. Kapitalismus vedl k dramatickému nárůstu bohatství a lidské dlouhověkosti.
Podporuji šest klíčových charakteristik kapitalismu.
- Prvním je právní systém s rozšířenými právy a svobodami jednotlivce na nákup a prodej majetku. Existují nedemokratické formy kapitalismu, jakož i demokratické formy kapitalismu, ale základní ekonomická svoboda vlastnit majetek a obchodovat s nimi je z definice a je podporována nějakým právním systémem.
- Druhou charakteristikou je, že trhy a komoditní burzy jsou rozšířené. Samozřejmě by nebylo možné všechno uvést do prodeje, ale většina našich životů se zabývá smluvními ujednáními, obvykle se peníze za služby a zboží platí.
- Třetí charakteristikou je rozšířené soukromé vlastnictví. Samozřejmě v každé ekonomice existuje i veřejný sektor - je diskutabilní, jak velký by měl být veřejný sektor - ale bez normativního zde jednoduše definujeme kapitalismus jako systém s velkým soukromým vlastnictvím výrobních prostředků. Existují firmy vyrábějící zboží a služby ve snaze o zisk.
- Čtvrtou charakteristikou je oddělení výroby od domácností a rodiny, na což upozornil Max Weber.
- Pátou charakteristikou jsou rozšířené mzdové pracovní a pracovní smlouvy. To je něco, co Marx zdůraznil. Viděl kapitalismus v podstatě definovaný růstem mezd, částečně v zemědělství, ale více zdůraznil zaměstnanost v průmyslu.
- A konečně, šestou charakteristikou je rozvinutý finanční systém. Tisíce let existovaly omezené finanční systémy, které sahaly přinejmenším zpět do starověkého Řecka, ale v moderním kapitalismu je rozšířená otázka úvěru a využití majetku jako kolaterálu. Jinými slovy, majetek se používá jako víc než aktivum samo o sobě; stává se také prostředkem půjčování - prostředkem přístupu k penězům prostřednictvím bank, které jsou poté investovány do podnikání. Banky vytvářejí dluh prostřednictvím dluhových smluv. Poté prodají dluh ostatním; existují trhy pro dluh i pro deriváty. Finanční systém je pro kapitalismus ústřední.

Marx zdůraznil pátý bod, kterým je pracovní poměr, a Schumpeter šestý bod, finanční systém. Pokud zahrneme všech šest charakteristik, pak máme definici, která v podstatě pokrývá posledních 300 let v severozápadní Evropě, určitě v Británii a Nizozemsku a také na několika dalších místech. A to je obecně považováno za původ kapitalismu. Tento systém má historicky specifické instituce, které vytvořily některé klíčové podmínky pro průmyslovou revoluci.
V posledních 50 letech došlo v některých zemích a společnostech k zásadním změnám v povaze pracovních smluv. Pracovní smlouvy se velmi liší v míře autority a úsporných opatření. Existují příležitostné formy práce, jako tomu, co v Británii nazýváme „smlouvy na dobu neurčitou“, kdy lidé žádají nejistou příležitost k zaměstnání. Naproti tomu v některých kvalifikovaných profesích je práce mnohem autonomnější a mnohem méně podřízená autoritě než norma v 19. století. Mnoho lidí, a to i na průměrných úrovních řízení, se zabývají úkoly, které jim dávají značnou samostatnost. Dostanou nějaké pokyny, ale jinak mohou svobodně pracovat vlastním způsobem a používat své dovednosti a úsudek k dosažení tohoto úkolu. Jakýkoli přísný podrobný dohled by ve skutečnosti byl de-motivující a nefunkční.
Autoři jako Shoshana Zuboff ve své slavné knize z roku 1988 Ve věku inteligentního stroje: Budoucnost práce a moci ukázali, že v kapitalismu probíhá transformace práce založené na znalostech. V důsledku toho může být staromódní pracovní smlouva, která je asymetrická a vyžaduje autoritu, nakonec narušena. Můžeme najít nové formy poutavé práce, které umožňují větší autonomii. Může existovat větší prostor pro dělnická družstva, která byla vyzkoušena s určitým úspěchem po dlouhou dobu, ale nikdy se v systému nikdy nestala dominantním. Je možné, že dělnická družstva by mohla růst uvnitř kapitalismu, což by nás mohlo vést k jinému druhu systému. Musíme však znovu experimentovat, musíme vidět, co funguje, a mezitím se zabývat nejzávažnějšími problémy, které kapitalismus představuje. Patří mezi ně nerovnost, nestabilita, nejistota, rozdílný přístup ke vzdělání a nadměrná komercializace každodenního života. V politické a ekonomické sféře musíme obnovit životaschopnou občanskou společnost v době, kdy je televizní a mediální média, musíme najít způsoby, jak lidé mohou najít bezpečnost ve své komunitě, musíme se vypořádat s nemocnými a starými v stárnoucí populace a musíme se vypořádat s potřebami mladých lidí, zejména s ohledem na jejich vývoj a příležitosti. Všechny tyto věci by měly být součástí politické agendy každého politického systému, který se stará o své lidi.

## Nová stará Levice
Všude je levice v hluboké krizi. I přes globální ekonomické turbulence se levice často soustřeďuje spíše na slogany než na praktická řešení. Některé levicové strany se smířily s úspornými opatřeními a škrty v blahobytu a ztratily velkou část své charakteristické identity. Jiní přijali levicový populismus a nabídli zdánlivě jednoduchá řešení - například veřejné vlastnictví a „demokratickou kontrolu“ - ke komplexním politicko-ekonomickým problémům. Význam „levice“ se radikálně posunul od svého původu ve francouzské revoluci. Dnes, termín Levice je spojován se státní intervencí a veřejným vlastnictvím. Nejsme povinni řídit se doktrínami původní Levice, ale je důležité pochopit, jak se kmeny levicového myšlení stočily a odvrátily od svého původního zdroje. Levice musí znovu objevit své kořeny v osvícení a znovu přijmout životně důležité hodnoty osvícení, které opustila.
Zejména v souvislosti s velkou debatou o veřejném a soukromém vlastnictví podniků jde do velké míry o to, co funguje, pokud jde o hospodářskou výkonnost a zachování lidských práv (včetně svobody, sociální odpovědnosti, autonomie a rozvoje). Zatímco takové pragmatické hodnocení je nevyhnutelně orámováno ideologií, není ideologicky axiomatické ve smyslu vycházeje z předpokladu, že soukromé nebo veřejné vlastnictví (nebo nějaká specifikovaná kombinace těchto dvou) je lepší.
- První kapitola se zaměřuje na evropské myšlenky v období od roku 1381 do roku 1789, přičemž upozorňuje, že mnoho raných povstání apelovalo na náboženství k ospravedlnění. Někteří požadovali společné vlastnictví, ale obvykle v malém měřítku. Na rozdíl od rozšířené nesprávné interpretace anglické levellery čtyřicátých let obhajovaly soukromé vlastnictví. Viděli legitimitu vlády založenou na vůli lidu. Dříve reformace v Evropě vedla ke konkurenčním nárokům na možnou náboženskou legitimizaci autority. Byly tam katolíci a několik protestantských skupin, každá s vlastní náboženskou legitimací politické moci. Tváří v tvář a vyvrácení těchto konkurenčních nároků byli radikálové nuceni vyzvat k náboženské toleranci a světskému státu. Tato světská trajektorie, kombinovaná s růstem vědy, vytvořila zázemí pro osvícení, které hájilo nadřazenost rozumu nad pověrami.
- Druhá kapitola vysvětluje, jak se původní pojmy Left a Right objevily ve Francouzské revoluci v letech 1789–1792. Levice a pravice byly rozděleny především na otázku legitimního zdroje autority pro vládu a zadruhé na otázku univerzálních a rovných lidských práv. Právo hájilo náboženství a aristokratické zrození jako zdroje autority. Levice je odmítla a snažila se nějak zakořenit autoritu v vůli lidu. Leví vůdci francouzské revoluce obhajovali individualistickou, vlastnickou, tržní ekonomiku, stejně jako anglické levellery v šedesátých a devadesátých letech američtí revolucionáři. Tato kapitola také popírá marxistickou představu, že 1789 byla „buržoazní revoluce“. Nebylo to primárně vítězství kapitalistů nad feudálními aristokraty.
- Kapitola třetí je věnována příspěvku Thomase Paina, který vyvinul alternativní cestu pro levici. Byl nesprávně popsán jako socialista. Jeho inovativní argumenty pro zaručený příjem a pro přerozdělování bohatství se ukázaly jako velmi důležité pro dnešní kapitalistické ekonomiky. Paine zmapoval jinou cestu pro levici, která byla rychle, ale bohužel zatemněna socialismem a kolektivismem.
- Kapitola čtyři zkoumá tři časné „utopické socialisty“, jmenovitě Claude-Henri de Saint-Simona, François Marie Charlese Fouriera a Robert Owena. Každý se pokusil ospravedlnit svou plánovanou společnost na základě nějaké verze vědy. Jejich programy však byly nepružné a všichni se vzdali některých osvícenských zásad týkajících se demokracie a všeobecných lidských práv.
- Kapitola pět je první ze dvou kapitol o marxismu. Kriticky zkoumá marxistické pojetí třídního boje a jeho povýšení na proletariát jako na „univerzální třídu“. Tvrdí, že marxistické zobrazení třídy jako nejzákladnější sociální jednotky je nesoudržné, protože definice třídy sama o sobě závisí na dřívějších právních vztazích. Kapitola také zkoumá počínající utopii marxismu budoucí plánované ekonomiky. Shrnuje různé kritiky kolektivního plánování od Alberta Schäffle po Friedricha Hayeka. Marx vyloučil ekonomiku skládající se z autonomních dělnických družstev, ale takový systém je životaschopnější než celonárodní kolektivizace a zrušení trhů.
- Kapitola šestá pokračuje v diskuzi o marxismu. Tvrdí, že pravidlo jedné třídy před druhou, i když vládnoucí třídou je většina, ruší zásadu všeobecných lidských práv a připravuje cestu pro totalitní systém. Skutečnosti organizace v jakékoli velké společnosti (číslování v tisících nebo milionech) znamenají, že účinná přímá vláda celé populace je nemožná a je nutný nějaký druh vedení nebo elity. Marxisté jsou také nedbalí ohledně právního státu. Například v Sovětském svazu byla práva považována za udělená státem, která byla v případě potřeby odebrána. Jednat proti státu nebo „proti revoluci“ se stalo vágním zločinem typu „catch-all“. Z důvodů uvedených v kapitole marxismus obecně nese semena totality.
- Kapitola sedm je obranou demokracie a lidských práv. Začíná několika příklady levicové apologetiky pro represivní komunismus v Rusku, Číně a Kambodži. Existuje srovnání počtu obětí, nejprve mezi kapitalismem a komunismem a druhým mezi demokratickým kapitalismem a totalitarismem všeho druhu. Tvrdí se, že demokratické systémy, kde existuje určitá ochrana lidských práv, mohou zjevně snížit rizika hladomoru a války. Demokracie může také napomáhat hospodářskému rozvoji, alespoň pro země nad relativně nízkou úrovní produkce na obyvatele. Předposlední část pojednává o právech a jejich možných zdůvodnění. Pokud jsou práva obtížná a priori ospravedlnit pouze z důvodu, důkaz z dvacátého století rozhodně ukazuje, že ochrana práv pomáhá snižovat lidské utrpení. Kapitola končí několika schematickými zobrazeními různých pohledů ve vztahu k původně definovaným pojmům vlevo a vpravo.
- Kapitola osm je útokem na normativní kulturní relativismus, zkráceně označovaný jako „kulturní relativismus“. Kulturní relativisté tvrdí, že my (zejména ti ze Západu) bychom neměli kritizovat morální hodnoty jiných kultur. Jeho zastánci tvrdí, že taková kritika podporuje západní globalizaci nebo imperialismus tím, že ukládá západní hodnoty zbytku světa. Kulturní relativismus byl poháněn reakcemi proti západní vojenské intervenci ve Vietnamu, Iráku a jinde. Ale být kritický vůči západní brutalitě a pokrytectví neznamená, že by člověk neměl být lhostejný k mrzačení ženských genitálií, pálení manželek nebo vraždy vězňů, jak se zdá, že navrhují někteří prominentní „feministky“. Takové argumenty jsou interně protichůdné a nepříjemné.
- Kapitola devátá se věnuje náboženství, se zaměřením na islám. Kritika náboženství není rasistická. Špatně definovaný obvinění z „islamofobie“ však zabránilo kritické diskusi o povaze islámu. Uznává se obrovský přínos islámu ke světovému umění a kultuře. Islám se však dnes liší od jiných hlavních náboženství - včetně křesťanství a judaismu - v důležitých ohledech. Dosud neproběhlo odpovídající oddělení náboženství od zákona. V islámu, jak se stále praktikuje v mnoha komunitách, vychází základní zákon přímo z náboženských textů a je považován za Boží slovo. Naproti tomu legislativa na moderním Západě je legitimizována autoritou zastupitelské demokracie. Islám přenáší implementaci několika zákonně-náboženských pravidel na samotné věřící, kteří pod Boží pokyn od Koránu mohou vzít zákon do svých rukou a vyřídit předepsané tresty těm, kdo porušují pravidla. Tyto faktory ztěžují sladění existujících islámských kultur s post-osvícenskými společnostmi. Někteří muslimové se pokoušejí modernizovat islám, ale paušální obvinění z islamofobie odrazuje od kritické diskuse, která může pomoci reformě. Kritizovat islám jako doktrínu není totéž jako kritizovat muslimy jako lidi. Nekritizovat muslimy jako osoby je zásadní. Je důležité prosazovat právo lidí věřit v cokoli. Nejdůležitější je praxe. Klíčovým problémem je praktické sjednocení práva a náboženství v islámu, které je neslučitelné s oddělením náboženství od státu po osvícení. Tato kapitola, stejně jako ostatní, je především obranou osvícenských zásad a institucí.
- Kapitola 10 obsahuje dva dopisy imaginárním přátelům. Účelem tohoto epistolárního zařízení je přispět k objasnění mé vlastní pozice čtenáři ve vztahu ke dvěma prominentním názorovým proudům. První dopis je libertariánu volného trhu. Uznává silné stránky její pozice, ale tvrdím, že základní libertariánský postoj musí být aktualizován s ohledem na masivní vývoj ve finančním a podnikovém světě, na pokračující hrozby finanční nestability, rostoucí nerovnosti v rozdělování bohatství v rozvinutých ekonomikách, rostoucího hospodářského významu informací a znalostí a potřeby státní intervence v některých oblastech, včetně řešení problému změny klimatu. Druhým dopisem je trvalý socialista, který si stále přeje maximalizovat veřejné vlastnictví a minimalizovat trhy. Tvrdím, že tato pozice obdržela ve dvacátém století fatální rány, a to z teoretických kritik a z praktických katastrof. Socialismus - alespoň v klasickém smyslu - je mrtvý. Sociální stát, možná také s významným veřejným sektorem, není. Rovněž je nezbytné řešit nerovnost uvnitř kapitalismu. Skutečná debata se týká toho, jakým směrem bychom chtěli zaujmout kapitalismus.
- Kapitola jedenáctá uzavírá knihu načrtnutím politické agendy pro novou starou levici. Důraz je kladen především na problém nerovnosti a na přežití demokracie v komplexním světě. Mezi možná opatření pro řešení nerovnosti patří posílení poskytování vzdělání, zaručený základní příjem a politicky životaschopný mechanismus pro podstatné přerozdělení bohatství. Zdůrazňuji postupný a experimentální přístup, který popisuji jako evotopický. Modernizuje klasický francouzský revoluční slogan na „svobodu, rovnost, demokracii a solidaritu“.

## Dílo
- Wrong Turnings: How the Left Got Lost (University of Chicago Press, 2018). ISBN 9780226505886
- Conceptualizing Capitalism: Institutions, Evolution, Future (University of Chicago Press, 2015) ISBN 9780226168005
- From Pleasure Machines to Moral Communities: An Evolutionary Economics without Homo Economicus(University of Chicago Press, 2013) ISBN 9780226922713
- (Edited with Charles Camic) Essential Writings of Thorstein Veblen (Routledge, London and New York, 2011). ISBN 978-0-415-77790-2
- (With Thorbjoern Knudsen) Darwin's Conjecture: The Search for General Principles of Social and Economic Evolution (University of Chicago Press, 2010). ISBN 978-0-226-34690-8.
- Economics in the Shadows of Darwin and Marx (Edward Elgar, Cheltenham, 2006). ISBN 978-1-84542-497-8. ISBN 1-84542-497-2.
- The Evolution of Institutional Economics: Agency, Structure and Darwinism in American Institutionalism(Routledge, London, 2004). ISBN 0-415-32253-7
- A Modern Reader in Evolutionary and Institutional Economics (Edward Elgar Publishing, Cheltenham and Northampton, 2002) ISBN 1-84064-474-5
- How Economics Forgot History: The Problem of Historical Specificity in Social Science (Routledge, London, 2001). ISBN 0-415-25717-4. Also in a Chinese edition.
- Evolution and Institutions: On Evolutionary Economics and the Evolution of Economics (Edward Elgar Publishing, Cheltenham and Northampton, 1999) ISBN 1-85898-813-6
- Economics and Utopia: Why the Learning Economy is Not the End of History (Routledge, London, 1999) ISBN 0-415-19685-X
- Economics and Evolution: Bringing Life Back Into Economics (University of Michigan Press and Polity Press, 1993). ISBN 0-472-10522-1
- Economics and Institutions: A Manifesto for a Modern Institutional Economics (Polity Press, Cambridge, and University of Pennsylvania Press, Philadelphia, 1988). ISBN 0-7456-0277-0
- After Marx and Sraffa: Essays in Political Economy (Macmillan Press, London, 1991). ISBN 0-333-54224-X
- The Democratic Economy: A New Look at Planning, Markets and Power (Penguin, Harmondsworth, 1984). ISBN 0-14-022495-5 ISBN 978-0-14-022495-5
- Capitalism, Value and Exploitation (Martin Robertson, Oxford, 1982). ISBN 0-85520-414-1
- Labour at the Crossroads (Martin Robertson, Oxford, 1981). ISBN 0-85520-462-1
- Socialism and Parliamentary Democracy (Spokesman, Nottingham, 1977. Also in Italian, Spanish, Turkish and Japanese editions) ISBN 0-85124-207-3
- Trotsky and Fatalistic Marxism (Spokesman, Nottingham. 1975). ISBN 0-85124-136-0.